# IC 2780/2
IC 2780/2 је галаксија у сазвијежђу Лав која се налази на листи објеката дубоког неба у Индекс каталогу.
Деклинација објекта је + 10° 9' 8" а ректасцензија 11h 22m 48,2s. Привидна величина (магнитуда) објекта IC 2780 износи 15,7 а фотографска магнитуда 16,5.